# 132 Dywizja Lotnictwa Myśliwsko-Bombowego
132 Sewastopolska Dywizja Lotnictwa Myśliwsko-Bombowego (ros. 132-я бомбардировочная авиационная Севастопольская дивизия) – związek taktyczny Armii Radzieckiej przejęty przez  Siły Zbrojne Federacji Rosyjskiej.
W końcowym okresie istnienia Związku Socjalistycznych Republik Radzieckich dywizja wchodziła w skład 4 Armii Lotniczej z Legnicy.

## Struktura organizacyjna
Skład w 1990:
| Nazwa jdnostki                                              | Garnizon      |
| ----------------------------------------------------------- | ------------- |
| dowództwo i sztab                                           | Czerniachowsk |
| 4 Gwardyjski Nowgorodzki pułk lotnictwa myśliwsko-bombowego | Czerniachowsk |
| 63 Kerczeński pułk lotnictwa myśliwsko-bombowego            | Czerniachowsk |
| 668 Nowgorodzki pułk lotnictwa myśliwsko-bombowego          | Tukume        |